# روبرت كيه ميرتون
روبرت كينغ ميرتون (بالإنجليزية: Robert King Merton)‏ (أو ماير روبرت شكولنيك، من مواليد 4 يوليو 1910 – توفي 23 فبراير 2003) هو عالم اجتماع أمريكي. أمضى معظم حياته المهنية في التدريس في جامعة كولومبيا، إذ وصل إلى رتبة أستاذ جامعي. مُنح عام 1994 قلادة العلوم الوطنية لمساهماته في هذا المجال ولتأسيسه علم اجتماع العلوم. يعتبر أبًا مؤسسًا لعلم الاجتماع الحديث، ومساهمًا رئيسيًا في علم الإجرام.
طور ميرتون مفاهيم بارزة مثل «العواقب غير المقصودة»، و«المجموعة المرجعية»، و«حصر الدور»، ولكنه ربما اشتهر بمصطلحي «القدوة» و«النبوءة ذاتية التحقق». النبوءة ذاتية التحقق هي أحد أنواع العمليات التي يؤثر الاعتقاد أو التوقع من خلالها على نتيجة الموقف أو الطريقة التي يتصرف بها الشخص أو المجموعة، وهي عنصر أساسي في النظرية الاجتماعية والسياسية والاقتصادية الحديثة. وعرفها ميرتون: «إن النبوءة ذاتية التحقيق هي، في البداية، تعريف خاطئ لوضع يستدعي سلوكًا جديدًا، ما يجعل المفهوم الزائف الأصلي حقيقة».
ظهر عمل ميرتون عن «القدوة» لأول مرة في دراسة عن التنشئة الاجتماعية لطلاب الطب في جامعة كولومبيا. نشأ المصطلح من نظريته للمجموعة المرجعية، وهي المجموعة التي يقارن بها الأفراد أنفسهم ولكن لا ينتمون إليها بالضرورة. تعتبر الأدوار الاجتماعية أساسية لنظرية ميرتون للفئات الاجتماعية. أكد ميرتون أنه بدلًا من تولي شخص ما دورًا واحدًا ومركزًا واحدًا، فإن لديهم (مجموعة حالة) في البنية الاجتماعية ترتبط بها مجموعة كاملة من السلوكيات المتوقعة.

## الأعمال

### نظريات المدى المتوسط
يُقارن عمل ميرتون غالبًا بعمل تالكوت بارسونز. التحق ميرتون بالمقرر التعليمي لنظرية بارسونز أثناء وجوده في جامعة هارفارد، أعجب بعمل بارسونز لأنه أدخله إلى الأساليب الأوروبية للنظرية، مع توسيع فكرته واستنتاجاته حول علم الاجتماع. ومع ذلك وعلى عكس بارسونز الذي أكد على ضرورة إنشاء أساس عام للعلوم الاجتماعية، فضل ميرتون نظريات أكثر محدودية ومتوسطة المدى. أوضح ميرتون لاحقًا في كتاباته: «على الرغم من تأثري الكبير ببارسونز باعتباره الباني الرئيسي للنظرية الاجتماعية، لكنني وجدت نفسي أبتعد عن أسلوبه في وضع النظريات (وكذلك طريقته في الشرح)».
صاغ ميرتون نظريته بشكل مشابه لإميل دوركايم في عمله «الانتحار» أو ماكس فيبر في «الأخلاق البروتستانتية وروح الرأسمالية». اعتقد ميرتون أن نظريات المدى المتوسط تجاوزت فشل النظريات الأكبر لأنها بعيدة عن مراقبة السلوك الاجتماعي في بيئة اجتماعية معينة. تبدأ نظرية المدى المتوسط وفقًا لميرتون، في النظر بالظواهر الاجتماعية بوضوح ومن جوانب محددة، بدلًا من كيانات واسعة مجردة مثل المجتمع ككل. ينبغي دعم نظريات المدى المتوسط بقوة البيانات التجريبية. يجب بناء هذه النظريات ببيانات مرصودة من أجل خلق مشاكل نظرية ودمجها في المقترحات التي تتيح الاختبار التجريبي. تنطبق نظريات المدى المتوسط على نطاقات محدودة من البيانات، وبالتالي فهي تتجاوز الوصف المطلق للظواهر الاجتماعية وتملأ الفراغات بين الفلسفة التجريبية الأولية والنظرية الكبرى أو الشاملة.
عرف مؤلف إيطالي نظريات المدى المتوسط أو «الأحكام المتوسطة» بأنها مواصفات نموذجية تمر عبر التحليل الوظيفي، والتي طورها ميرتون في سياق بحثه عن نظرية العلاقة والبحث التجريبي. على عكس النظرية الكبرى التي اقترحها عالم الاجتماع تالكوت بارسونز، يقترح مؤلف فيلادلفيا اختيارًا يثبت بشكل خاص العلاقة التي يجب على الباحث افتراضها في اتجاه الاختيار العملي للأدوات المنهجية التي يستخدمها. وبهذه الطريقة يمكن معالجة النظرية للأغراض الإرشادية والنتائج البحثية التجريبية لتحليل الجانب التشغيلي، إذ يلتزم عالم الاجتماع باختيار قِطع من الحاضر دائمًا ولا يختار عالمًا من المتغيرات، الذي يقلل من مجال الاهتمام العلمي.

### نظرية الضغوط
جادل ميرتون بأن نظرية الضغوط العامة طوِرت من خلال الاعتراضات التي تواجه الفرد في حياته ولا تسمح له بتحقيق هدفه، وهو ما يودي به بشكل أساسي إلى السلوك المنحرف. يستخدم ميرتون السعي لتحقيق «الحلم الأمريكي» كمثال؛ أي إذا لم يتمكن الفرد من تحقيق ذلك، يمكن أن يحبط ويقوده ذلك إلى طرق هروب غير قانونية أو جنوح قائم على الغضب. هذه النظرية لها العديد من الانتقادات لأنها لا تؤخذ في الحسبان الطبقة الاجتماعية للفرد، إذ إن شخصًا ما على مستوى اجتماعي-اقتصادي منخفض قد لا يسعى جاهداً لتحقيق «الحلم الأمريكي» بمعنى أنه لن يحتاج القيام بأعمال غير قانونية. وهذا يخلق أيضًا فكرة أن الأشخاص الذين يندرجون تحت الشريحة الاجتماعية والاقتصادية المنخفضة هم وحدهم الذين سيصبحون مجرمين وأن الأشخاص الذين حققوا «الحلم الأمريكي» لن يكونوا مجرمين وهذا غير صحيح.

### توضيح التحليل الوظيفي
يناقش ميرتون أن التوجه المركزي للنسق الاجتماعي هو في تفسير البيانات من خلال نتائجها على الهياكل الأكبر التي تورطوا فيها. يحلل ميرتون، مثل دوركايم وبارسونز، المجتمع بالإشارة إلى ما إذا كان البناء الثقافي والاجتماعي متكامل بشكل جيد أو سيء. اهتم ميرتون أيضًا بثبات المجتمعات وحدد الوظائف التي تتكيف مع نظام اجتماعي محدد. اعتقد أن الطريقة التي يركز بها هؤلاء العاملون الأوائل على وظائف بناء اجتماعي واحد أو مؤسسة لآخر، أوجدت تحيزًا عند التركيز فقط على التكيف أو التعديل لأن ذلك سيكون له دائمًا نتيجة إيجابية. أخيرًا يعتقد ميرتون أن القيم المشتركة أساسية في شرح كيفية عمل المجتمعات والمؤسسات، ومع ذلك فهو يختلف مع بارسونز في بعض القضايا.
وفقًا لتصور ميرتون لـ«النسق الاجتماعي»، فإن جميع المعتقدات والممارسات الاجتماعية والثقافية الموحدة تعمل للمجتمع ككل وللأفراد في المجتمع. تؤكد هذه النظرة على أن أجزاء مختلفة من النظم الاجتماعية يجب أن تُظهر مستوى عالٍ من التكامل، لكن ميرتون يجادل بأن تعميمًا مثل هذا لا يمكن أن يمتد إلى مجتمعات أكبر وأكثر تعقيدًا. الادعاء الثاني له علاقة بالنسق الاجتماعي العالمي. يجادل هذا الادعاء بأن جميع البُنى والأشكال الاجتماعية والثقافية الموحدة لها وظيفة إيجابية. يجادل ميرتون بأن هذا يتناقض مع ما يُرى في العالم الحقيقي، أي ليس لكل بناء، وفكرة، ومعتقد... إلخ، وظائف إيجابية. الادعاء الثالث في التحليل الوظيفي الذي يناقشه ميرتون هو اللزومية. ينص هذا الادعاء على أن للأجزاء الموحدة من المجتمع وظائف إيجابية، وأيضًا تمثل أجزاء لا غنى عنها من العمل ككل، ما يعني أن البُنى والوظائف ضرورية وظيفيًا للمجتمع. يجادل ميرتون هنا، بأنه يجب أن يكون الناس على استعداد للاعتراف بوجود بدائل هيكلية ووظيفية مختلفة ضمن المجتمع.
أدى إيمانه بالاختبار التجريبي إلى تطوير «نموذجه» للتحليل الوظيفي. وفقًا لميرتون يشير النموذج إلى «نماذج للافتراضات الأساسية المنظمة والضمنية غالبًا، ومجموعات المشكلات، والمفاهيم الأساسية، والمنطق الإجرائي، والمعرفة المتراكمة بشكل انتقائي التي توجه البحث (النظري والتجريبي) في جميع المجالات العلمية». من الناحية الوظيفية الهيكلية، شعر ميرتون أن التركيز يجب أن يكون على الوظائف الاجتماعية بدلًا من التركيز على الدوافع الفردية.

## روابط خارجية
- روبرت كيه ميرتون على موقع الموسوعة البريطانية (الإنجليزية)
- روبرت كيه ميرتون على موقع إن إن دي بي (الإنجليزية)